# Ignacio Vidal Miralles
Ignacio Vidal Miralles (El Campello, 24 januari 1995), alias Nacho Vidal, is een Spaans voetballer die doorgaans als rechtsback speelt. Hij verruilde Valencia in juli 2018 transfervrij voor Osasuna.

## Clubcarrière
Vidal werd in 2006 opgenomen in de jeugd van Hércules en verruilde die in 2009 voor die van Valencia. Hij debuteerde in maart 2014 in het tweede elftal, waarvoor hij uiteindelijk zeventig wedstrijden speelde. Zijn debuut in het eerste volgde op 18 augustus 2017, in de Primera División tegen Las Palmas. Hij speelde die dag de volledige wedstrijd.
Nadat een doorbraak bij Valencia uitbleef, tekende Vidal in juli 2018 transfervrij bij Osasuna. Dat was op dat moment actief in de Segunda División. Coach Jagoba Arrasate maakte hem hier meteen basisspeler. Als zodanig werd hij in 2018/19 met Osasuna kampioen in de Segunda División. Vidal speelde daarna tot en met seizoen 2021/22 ieder jaar dertig of meer speelronden in de Primera División. Hij miste in 2022/23 vier maanden vanwege blessures. Zijn ploeggenoten en hij werden dat seizoen zevende. Dat was voor Osasuna de beste prestatie sinds 2011/12 en de eerste keer dat de club zich kwalificeerde voor Europees voetbal sinds 2006/07. Vidal maakte op 27 augustus 2023 voor het eerst een competitiedoelpunt voor Osasuna. Hij zorgde die dag voor de 1–2 uit bij Valencia. Dat was ook de eindstand.

## Interlandcarrière
Vidal kwam uit voor meerdere Spaanse nationale jeugdteams.

## Erelijst
| Kampioen Segunda División | 1x | 2018/19 |